# Авион Свети Ђорђе
Авион "Свети Ђорђе"  је југословенски једномоторни, једноседи, лаки једнокрилни, висококрилни (парасол) спортски авион, који се користио за промоцију ваздухопловства и фирме Влајковић и синови, између два светска рата. То је био први регистровани цивилни авион са простора Југославије. Носио је ознаку X-SABC.

## Пројектовање и развој
Индустријалац Светозар Влајковић је наручио 1926. године, код ваздухопловног инжењера, руског емигранта В. Несторова, израду пројекта лаког спортског авиона са мотором Анцани (Anzani). Авион је био врло малих димензија израђен је у радионицама фирме у Београду, на Дорћолу, половином априла 1927. Године. У петак, 13. маја исте године авион је био завршен а сутрадан, 14. маја 1927. Године, авион, коме је Влајковић наденуо име "Свети Ђорђе", према својој крсној слави, је обавио први пробни лет. Пробни пилот је био В. Стрижевски.

## Технички опис
Авион "Свети Ђорђе" је био подупрти висококрилац, (парасол) дрвене конструкције, једносед, опремљен ваздухом хлађеним шестоцилиндричним радијалним мотором Anzani B (TER) снаге 60 - 65 KS, који је касније замењен петоцилиндричним радијалним мотором Walter NZ 60 снаге 60 KS. Труп му је био дрвена просторна решетка, пресвучена дрвеном лепенком, а попречни пресек трупа је био правоугаоног облика са заобљеном горњом страном. У трупу се налазила једна отворена кабина за смештај пилота. Носећа конструкција крила је била од дрвета са две рамењаче и торзионом нападном ивицом. Крило је било пресвучено импрегнираним платном. Крило је било балдахином причвршћено за труп авиона и подупрто са два пара паралелних упорница. Авион је имао класичан фиксни стајни трап са крутом осовином и два точка а еластична дрвена дрљача на репу авиона представља трећу ослону тачку авиона.

## Земље које су користиле авион "Свети Ђорђе"
- Краљевина Југославија[5]

## Оперативно коришћење
"Свети Ђорђе" је коришћен за пропагандне летове. На септембарским ваздухопловним утакмицама за краљев пехар, 1928. Године, "Свети Ђорђе" је летео ван конкуренције и постигао релативно добре резултате. Лет Београд-Нови Сад је извршио за 46 минута, просечном брзином од преко 91 km/h што је, узевши у обзир снагу мотора и губљење времена у пењању и спуштању, солидан успех.
Када је 1. априла 1928. Године основано Удружење резервних авијатичара, Влајковић је, следећи пример индустријалца Дунђерског, поклонио свој авион Удружењу. Мали авион, једносед, доста сложен за летење, није баш био најпогоднији за тренажу пилота и коришћен је највише за пропагандне сврхе, на аеромитинзима. Авион је остао у власништву Удружења до спајањем Удружења са Аероклубом, када је прешао у власништво Средишње управе аероклуба "Наша крила". Од 1932. године се брише из регистра цивилних авиона Краљевине Југославије, јер је повучен из употребе. Авион је доспео у аероклубски хангар где је дуго стајао и вероватно расходован до рата.